# ايراتكسه غارسيا
ايراتكسه غارسيا بيريز (بالإسبانية: Iratxe García Pérez)‏ (من مواليد 7 تشرين الأول / أكتوبر 1974) هي سياسية إسبانية من الحزب الاشتراكي العمالي الإسباني وهي عضو في البرلمان الأوروبي منذ عام 2004، وتشغل منصب قائد مجموعة التحالف التقدمي للاشتراكيين والديمقراطيين البرلمانية منذ عام 2019.